# Udholm
Udholm (tysk Utholm) eller Holmbo Herred var et herred i det sydvestlige Nordfrisland i Sydslesvig. Herredet omfattede geografisk den sydvestlige del af den nuværende halvø Ejdersted. Området blev i 700-tallet koloniseret af sydfra kommende frisere. Efter store stormfloder skilte Heveren Udholm fra det øvrige Ejdersted. En anden havarm (kaldet Faldybet eller Falsstrømmen) dannede sig senere mellem herredets to byer Vesterhever og Tating og delte Udholm i de to øer Hæfræ eller Hever (med Vesterhever) og det egentlige Udholm eller Holm (med Tating). Senere blev øerne igen forbundet med fastlandet. Hæfræ og Holm blev allerede nævnt i Kong Valdemars Jordebog fra 1231.
Udholm var en del af Skibherrederne eller Trelandene på den ejderstedske halvø. Trelandene omfattede ved siden af Udholm også Everschop (eller Garding Herred) og Tønning Herred (eller Ejdersted i snævrere forstand).
I herredet ligger følgende sogne:
- Ording Sogn
- Sankt Peter Sogn (Ulstrup Sogn)
- Tating Sogn
- Vesterhever Sogn

54°19′00″N 8°39′00″Ø / 54.3167°N 8.65°Ø